# 고프로락틴혈증
고프로락틴혈증(高-血症, hyperprolactinaemia, hyperprolactinemia)은 혈액 내의 프로락틴의 수치가 비정상적으로 높은 것을 말한다. 정상 수치는 여성의 경우 500 mIU/L [20 ng/mL or µg/L] 미만, 남성의 경우 450 mIU/L 미만이다.
프로락틴은 주로 젖분비와 관련된 전측 뇌하수체가 생성하는 펩티드 호르몬이며 임신 기간 중에 가슴 발달에 필수적인 역할을 한다. 고프로락틴혈증은 유즙 분비증을 일으킬 수 있으며, 여성의 경우 정상 월경 주기를 방해하고, 남성의 경우 불임과 발기부전을 일으킨다.
고프로락틴혈증은 또한 임신 또는 모유수유 중에 발생하는 정상적인 신체 변화의 일부일 수도 있다. 시상하부와 뇌하수체에 영향을 미치는 질병에 의해 발생할 수도 있다. 약물, 약초, 체내 중금속에 의해 프로락틴 수준의 정상 통제가 방해됨으로써 발생할 수도 있다. 간, 신장, 갑상선과 같은 다른 기관의 질병의 결과일 수도 있다.

## 치료
치료에는 보통 카버골린, 브로모크립틴(임신 가능성이 있을 때 종종 선호됨), 또 그렇게 자주 쓰이지는 않지만 리수라이드라는 도파민 작용제가 사용된다.
고프로락틴혈증의 정도가 약할 경우 바이텍스 아그누스카스투스 추출물을 사용할 수 있다.

## 같이 보기
- 뇌하수체 기능 저하증